# Groty Elefanty
Groty Elefanty (hindi: घारापुरी गुफाएँ, ang. Elephanta Caves) – zespół siedmiu wykutych w skale świątyń na indyjskiej wyspie Elefancie na Morzu Arabskim.
Głównym obiektem kultu jest wykuty w skale, niemal pełnoplastyczny wizerunek Śiwy Mahesiamurti o wysokości niemal 6 metrów. Jest to popiersie o trzech twarzach, wyrażających trzy aspekty boga: z lewej strony wąsaty i groźny to Śiwa Bhajrawa, pośrodku Wielki Bóg – Mahadewa, z prawej żeńska, miłosierna postać Śiwy – Uma. Główna świątynia ma kształt długiej na około 30 metrów sali, której główne elementy konstrukcyjne tworzą kształt mandali. W świątyniach Elefanty liczne są również emblematyczne wizerunki Siwy jako lingamu. Innym znanym przedstawieniem są zaślubiny Śiwy i Parwati w świątyni Ganesia gumpha. Świątynia ta służyła Portugalczykom za magazyn prochu, i na skutek jego wybuchu została poważnie uszkodzona.
Zespół Grot Elefanty od 1987 znajduje się na liście światowego dziedzictwa UNESCO.